# Heinrich Stephanus
Heinrich Moritz Stephanus (* 3. Juni 1843 in Eisenach; † 1. März 1895 in Lankwitz) war Rittergutsbesitzer und Mitglied des Deutschen Reichstags.

## Leben
Stephanus besuchte das Real-Gymnasium und die höhere Forstlehranstalt in Eisenach und war danach Amtsvorsteher und Standesbeamter, sowie Rittergutsbesitzer in Omulef bei Kaltenborn in Ostpreußen.
Von 1886 bis 1893 war er Mitglied des Preußischen Abgeordnetenhauses und von 1887 bis 1893 des Deutschen Reichstags für den Reichstagswahlkreis Regierungsbezirk Königsberg 8 und die Deutschkonservative Partei.